# (27672) 1980 FA1
1980 أف أي 1 (ويعرف أيضًا باسم (27672) 1980 أف أي 1 وفق تسمية الكوكب الصغير) (بالإنجليزية: 1980 FA1)‏ هو كويكب ضمن حزام الكويكبات؛ وترتيبه 27672 من حيث الاكتشاف.
اكتُشف هذا الجُرم الفلكي بواسطة Claes-Ingvar Lagerkvist ‏ في 16 مارس 1980.

## وصلات خارجية
- (27672) 1980 FA1 في قاعدة بيانات مختبر الدفع النفاث لأجرام النظام الشمسي الصغيرة

- الاكتشاف · مخطط المدار ·  العناصر المدارية · المعلمات المادية

- (27672) 1980 FA1 على موقع ويكي سكاي: DSS2, SDSS, GALEX, IRAS, Hydrogen α, X-Ray, Astrophoto, Sky Map, Articles and images